# El Monte (Californië)
El Monte is een stad in de Amerikaanse staat Californië en telt 115.965 inwoners. Het is hiermee de 192e stad in de Verenigde Staten (2000). De oppervlakte bedraagt 24,9 km², waarmee het de 235e stad is.

## Onderwijs
El Monte telt tien Chinese scholen.

### Middelbare scholen
El Monte High School

## Demografie
Vroeger bestond de bevolking van El Monte grotendeels uit boeren uit het midwesten van Amerika. In de jaren tachtig groeide de populatie van latino's en Aziaten. De eerste bevolkingsgroep werd de meerderheid. De Aziatische bevolking groeide tussen 1980 en 1990 met 456%.

### 2000
Van de bevolking is 6,9 % ouder dan 65 jaar en bestaat voor 10,9 % uit eenpersoonshuishoudens. De werkloosheid bedraagt 6,9 % (cijfers volkstelling 2000).
Ongeveer 72,4 % van de bevolking van El Monte bestaat uit hispanics en latino's, 0,8 % is van Afrikaanse oorsprong en 18,5 % van Aziatische oorsprong.
Het aantal inwoners steeg van 106.154 in 1990 naar 115.965 in 2000.

### 2010
De 2010 United States Census geeft aan dat er of 113.475 mensen wonen in El Monte. De bevolkingsdichtheid was 11.761,6 per vierkante mijl (4541,2 mensen per km²). Van de bevolking is 44.058 (38,8%) van blanke afkomst, 870 (0,8%) van Afro-Amerikaanse afkomst, 1083 (1%) van Indiaanse afkomst, 28.503 (25,1%) van Aziatische afkomst, 131 (0,1%) van Pacifische afkomst, 35.205 (31%) van andere rassen en 3625 (3,2%) van twee of meer rassen. De latinobevolking bestaat uit 78.317 mensen (69,0%) waardoor het de meerderheid vormt van het gebied.

## Klimaat
In januari is de gemiddelde temperatuur 13,2 °C, in juli is dat 24,0 °C. Jaarlijks valt er gemiddeld 454,7 mm neerslag (gegevens op basis van de meetperiode 1961-1990).

## Plaatsen in de nabije omgeving
De onderstaande figuur toont nabijgelegen plaatsen in een straal van 8 km rond El Monte.